# هاوانای کوچک
هاوانای کوچک (به انگلیسی: Little Havana) یک منطقهٔ مسکونی در ایالات متحده آمریکا است که در میامی واقع شده‌است. هاوانای کوچک ۷۶٬۱۶۳ نفر جمعیت دارد.